# مدرسه پزشکی کک یواس‌سی
مدرسه پزشکی کِک دانشگاه کالیفرنیای جنوبی (به انگلیسی: Keck School of Medicine of USC) به پزشکان، دانشمندان زیست‌پزشکی و سایر متخصصان مراقبت‌های بهداشتی آموزش می‌دهد، تحقیقات پزشکی انجام می‌دهد و بیماران را درمان می‌کند.
بنیان‌گذاری این دانشکده به سال ۱۸۸۵ میلادی باز می‌گردد و از این رو، قدیمی‌ترین دانشکده پزشکی در جنوب کالیفرنیا می‌باشد.
این دانشکده در پردیس علوم بهداشت یو اس سی در ۳ مایلی شمال شرقی مرکز شهر لس آنجلس قرار دارد.
در سال ۲۰۰۹، این مؤسسه ۱۲۰۰ عضو هیئت علمی تمام وقت، ۱۸۰۰ کارمند و ۱۲۰۰ دانشجو داشت. در این میان ۱۹۹ پزشک عضو هیئت علمی این مؤسسه در سال ۲۰۰۸ میلادی در فهرست بهترین پزشکان آمریکا جای داشتند.

## پیشینیه
در ۷ ماه اکتبر سال ۱۸۸۵ میلادی در خیابان الیسو لس آنجلس در محلی که سابقاًٌ یک شرابسازی بود، ژوسف پامروی ویدنی، این دانشکده پزشکی را بنیان نهاد و خود به ریاست آن درآمد. که دومین دانشکده علوم حرفه‌ای دانشگاه جنوب کالیفرنیا و اولین دانشکده پزشکی منطقه می‌بود.
در سال ۱۸۸۸ نخستین گروه ۱۲ نفره از دانشجویان شامل یک بانو، فارغ‌التحصیل از آن شدند.
در سال ۱۹۹۹، به پاس هدیه ۱۱۰ میلیون دلاری بنیاد دبلیو.ام. کک، این دانشکده نام خود را به این بنیاد تغییر داد. این بیشترین مبلغی است که تا کنون به یک دانشکده پزشکی در آمریکا اهدا شده، و این همان بنیادیست که حامی مالی مراکز علمی برجسته دیگری همچون تلسکوپ کک در رصدخانه مونوکیا بوده‌است.

## نگارخانه

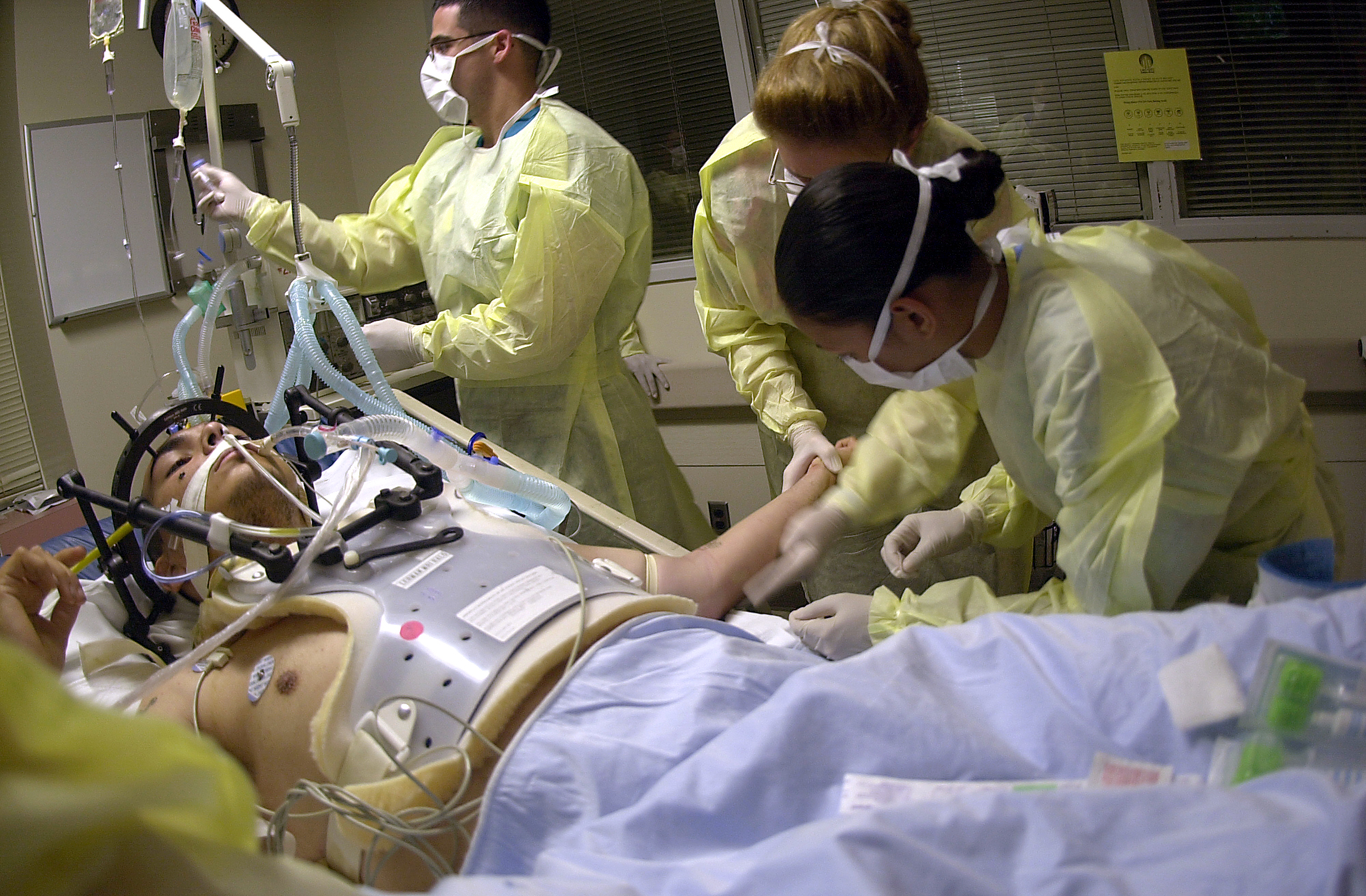
پزشکان نیروی دریایی مرکز درمانی پزشکی کک یو.اس.سی در حال بررسی یک شخص مضروب با سلاح گرم.
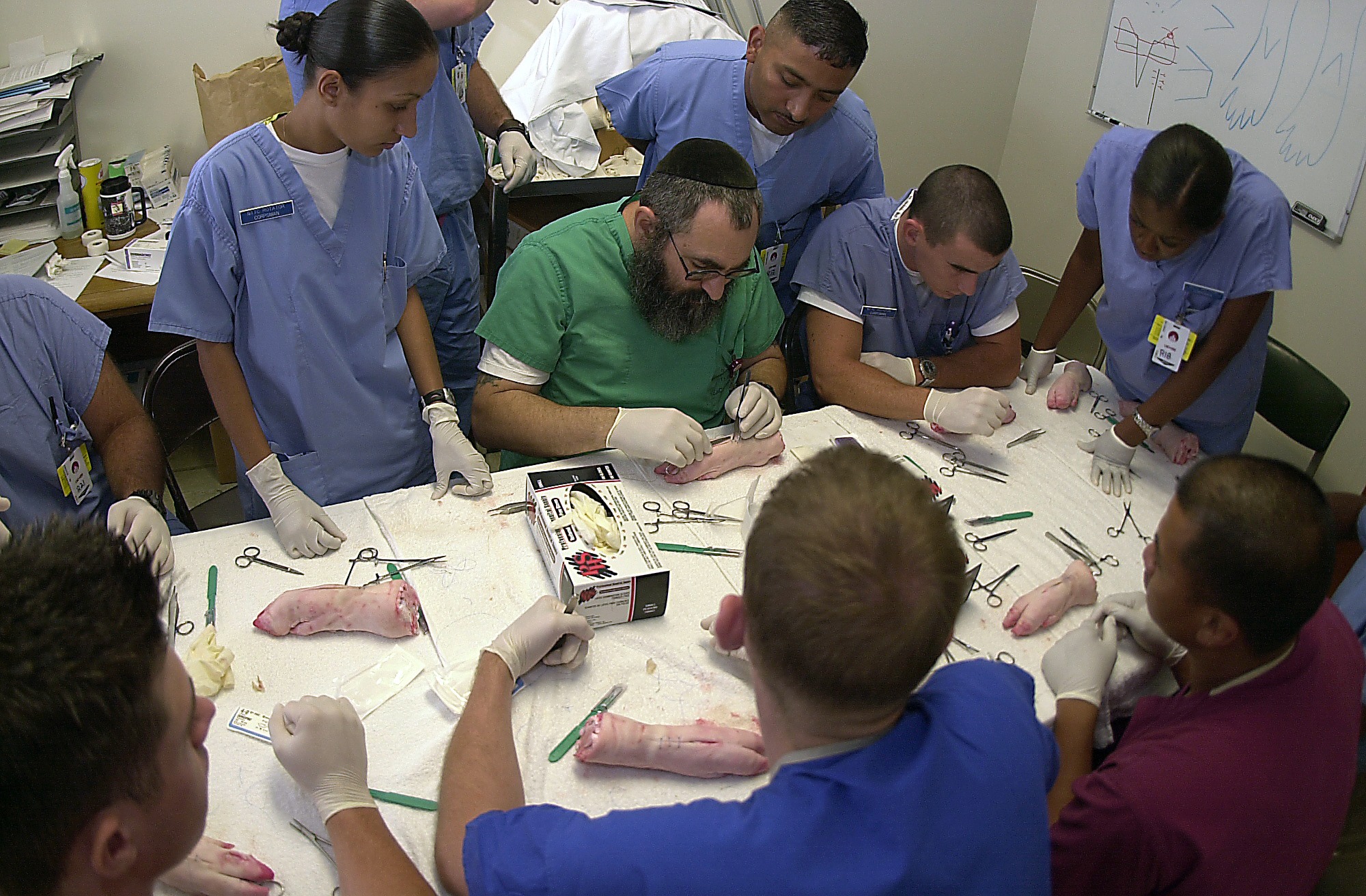
آموزش بخیه زدن به پرستاران و تکنیسین‌ها.
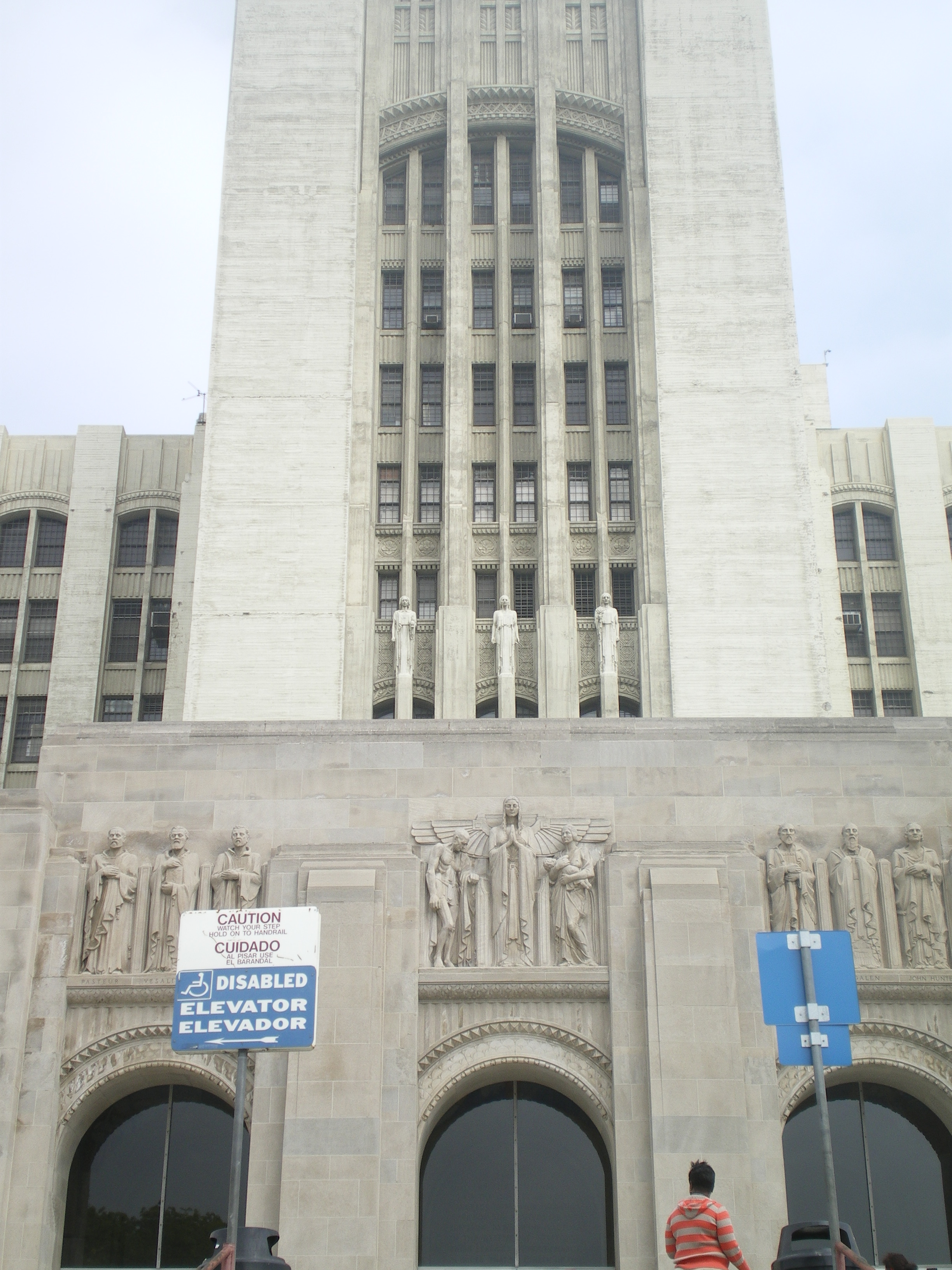
درب ورودی
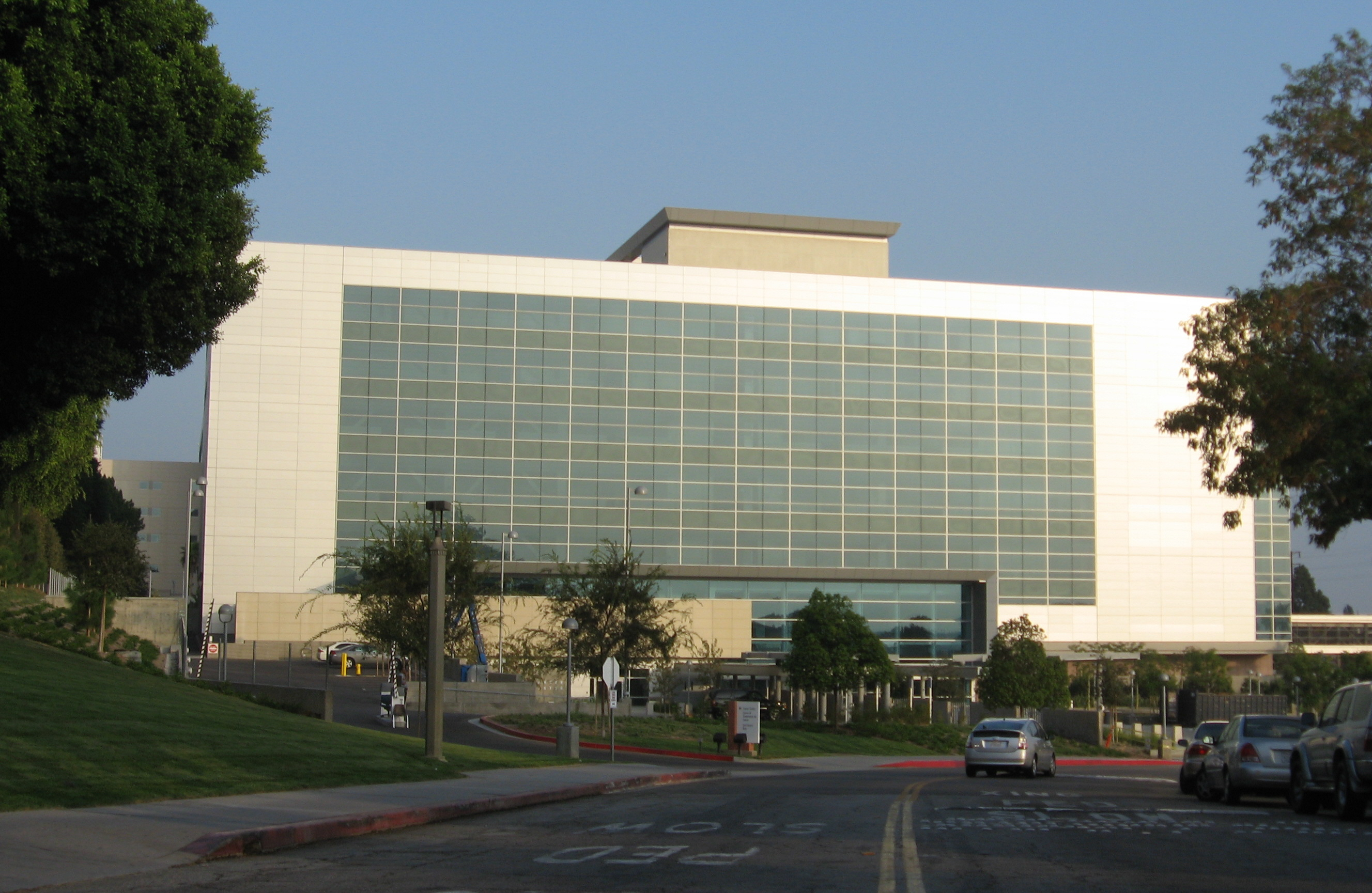
جدیدترین ساختمان این مرکز